# Raymond Dispy
Raymond Dispy (Brussel, 31 december 1903 - Saint-Antonin-du-Var (Frankrijk), 19 december 1980) was een Belgisch politicus voor de KPB-PCB.

## Levensloop
Dispy werd geboren in een gezin met vier kinderen en groeide op in de Marollen, een volkswijk in Brussel. Zijn vader was een liberaal gezinde en vrijzinnige kleermaker, zijn moeder een katholieke huisvrouw. Na de lagere school ging Dispy studeren aan de normaalschool. Na zijn derde jaar moest hij deze studies om financiële redenen afbreken. Vervolgens werd hij bediende en vormde hij zich tot boekhouder. In 1923 vervulde hij zijn militaire dienstplicht, waarna hij diverse banen uitoefende. Hij werd echter regelmatig ontslagen vanwege syndicale activiteiten en zijn deelname aan stakingen. 
De belezen Dispy raakte onder de indruk van de werken van de communistische econoom Nikolaj Boecharin en groeide uit tot een overtuigde communist. Hij sloot zich in 1927 aan bij de Jeunes Communistes (JC), de jongerenbeweging van de PCB, en werd beheerder van het orgaan van de JC, La Jeunesse ouvrière et communiste. Hij maakte geleidelijk opgang in de gelederen van de PCB en werd in mei 1930 naar Moskou gestuurd om er een kortstondige syndicale opleiding te volgen aan de Internationale Leninschool, onder het pseudoniem Raymond Lambert. Tijdens zijn verblijf in Moskou werkte hij ook twee maanden voor de Profintern, de Rode Internationale van Vakbonden, en stond hij in voor de vertaling van de besluiten van het vijfde congres van de internationale syndicale organisatie. 
Terug in Brussel werd Dispy lid van het Brusselse federaal comité van de PCB en secretaris belast met de organisatie. Hij volgde in de Brusselse afdeling syndicale onderwerpen op in dienst van de communistische vakbond Opposition syndicale révolutionnaire. Op het congres van 1936 werd Dispy als federaal secretaris van de Brusselse PCB-afdeling geïntegreerd in de leidinggevende kaders van de partij en werd hij verkozen tot lid van het Centraal Comité.
Als federaal secretaris overzag Dispy de rekrutering van vrijwilligers die wilden meevechten in de Spaanse Burgeroorlog. Hierbij werd kritiek geuit op zijn oordeelsbekwaamheid in de keuzes die hij maakte. Hij selecteerde inderdaad kandidaten wier kwaliteiten om mee te strijden in een reële oorlogssituatie twijfelachtig waren of kandidaten met weinig discipline, die snel deserteerden en de reputatie van de Belgen schaadden. In mei 1937 werd hij door zijn partij afgevaardigd naar de Internationale Brigades die aan de zijde van de republikeinen tegen de nationalistische troepen van generaal Franco streed. Hij kreeg er de opdracht om een Belgisch bataljon op te richten binnen de 14e brigade in dat vrijwilligersleger. Dit werd het Bataljon Pierre Brachet, dat hij naar eigen zeggen samenstelde door de gevangenis van Albacete te ontdoen van de vele landgenoten die daar verbleven, maar er echter veelal door dronkenschap waren beland. Dit bracht de reputatie van de Belgen binnen de Internationale Brigades nog meer schade toe en in januari 1938 werd hij teruggeroepen naar Brussel om zijn leidinggevende functies binnen de PCB weer op te nemen. Aan het front was Dispy eveneens attaché van Luigi Longo, de inspecteur van de Internationale Brigades.
In november 1938 werd Dispy verkozen tot gemeenteraadslid van Brussel. Tijdens de Schemeroorlog, de beginperiode van de Tweede Wereldoorlog, werd hij door zijn partij, die op dat moment als een vijand van de staat werd beschouwd, gevraagd om de clandestiene leiding van de Luikse PCB-federatie op zich te nemen. Toen de Duitse troepen in mei 1940 België binnenvielen, werd Dispy gemobiliseerd en naar Carcassonne gestuurd. Na de Belgische en Franse capitulatie kwam er einde aan de vijandelijkheden en keerde hij in augustus 1940 terug naar België.
Dispy voegde zich opnieuw bij het kader van de Brusselse PCB. Vanaf juni 1941, toen Belgische communisten na de inval van Duitsland in de Sovjet-Unie actief werden opgespoord en vervolgd, leefde hij ondergedoken en werd hij actief in het verzet. Van november 1941 tot halverwege 1942 was Dispy verantwoordelijk voor de illegale communistische partijwerking in Hoei, daarna was hij tot augustus 1943 actief in de Borinage. Een maand voordien was bij een Duitse razzia een groot deel van de partijtop van de PCB weggevoerd, werd Dispy aangesteld tot nationaal secretaris van de partij, belast met de organisatie. Samen met secretaris-generaal Edgard Lalmand, kaderverantwoordelijke Henri Buch en Andor Bereï, die vanuit het Komintern de werking van de PCB opvolgde, herstructureerde hij de kaders van de partij en professionaliseerde hij op autoritaire wijze de partijwerking, hetgeen een sterke invloed zou hebben op de naoorlogse werkwijze van de communistische partij. In juli 1944, amper twee maanden voor de Bevrijding, volgde hij de gearresteerde Henri Buch op als nationaal commandant van het Belgisch leger der Partizanen.
Na de Bevrijding werd eind september 1944 met de regering-Pierlot VI een regering van nationale eenheid op de been gebracht, waarin ook de communisten een plaats kregen. Albert Marteaux werd minister van Volksgezondheid en met Dispy en Fernand Demany, de secretaris-generaal van het Onafhankelijkheidsfront, werden twee prominente figuren uit het verzet minister Zonder Portefeuille. Dispy werd toegevoegd aan Léon Delsinne, de socialistische minister van Bevoorrading, maar zijn ministerschap was eerder voor de vorm. In november 1944 namen de communistische ministers alweer ontslag uit de regering, uit onvrede met de ontwapening van het verzet. Dispy nam een centrale plaats in in de agitatie die hierom ontstond en was een van de organisatoren van een betoging in de neutrale zone rond het parlement. 
Dispy nam zijn plaats in het secretariaat van de PCB opnieuw in en werd in 1946 eveneens verkozen in het Politiek Bureau van de partij. In februari 1946 werd hij voor het arrondissement Brussel eveneens verkozen in de Kamer van volksvertegenwoordigers, waar hij tot in juni 1950 zou zetelen. In 1951 werd hij aangesteld tot voorzitter van de PCB-federatie in Brabant, tot onvrede van de leiders daar, die het niet eens waren met zijn autoritaire werkwijze en hem onder het directe toezicht van Edgard Lalmand plaatsten. Na de slechte resultaten bij de gemeenteraadsverkiezingen van oktober 1952 kwam Dispy onder vuur te liggen en diende hij zich te verantwoorden voor de controlecommissie van de partij, die hem in maart 1953 vanwege een "gebrek aan discipline en collegialiteit en zijn verzet tegen de partijlijn" uit al zijn leidinggevende functies binnen de PCB verwijderde. 
Vanaf dan wijdde Dispy zich aan zijn mandaat van gemeenteraadslid in Brussel en aan het voorzitterschap van het Onafhankelijkheidsfront, dat na de oorlog verworden was tot een antifascistische belangenvereniging. In 1958 werd hij niet herkozen in de gemeenteraad van Brussel, maar in 1964 kon hij deze functie opnieuw veroveren, waarna hij tot 1970 gemeenteraadslid bleef. In tussentijd werd Dispy gerehabiliteerd door de communistische partijleiding en in 1964 werd hij opnieuw lid van het Centraal Comité van de PCB, tot hij in 1967 deze functie afstond. In 1973 gaf hij de leiding van het Onafhankelijkheidsfront door en trok hij zich terug in het Franse Saint-Antonin-du-Var, waar hij in december 1980 overleed. 